# Crasodactylus punctatus
Crasodactylus punctatus is een keversoort uit de familie loopkevers (Carabidae). De wetenschappelijke naam van de soort is voor het eerst geldig gepubliceerd in 1847 door Guerin-Meneville in Lefebvre.